# Wapen van Adorp

Het wapen van Adorp

Het wapen van Adorp  werd op 9 oktober 1903 per Koninklijk Besluit aan de Groninger gemeente Adorp verleend. Op 1 januari 1990 werd de gemeente per wet opgeheven en is diezelfde dag in de gemeente Winsum opgegaan. De golvende dwarsbalk uit het wapen van Adorp keerde terug in het nieuwe Wapen van Winsum.

## Blazoenering
De blazoenering van het wapen luidde als volgt:
Gevierendeeld; I in zilver een draak van azuur met vier pooten en opgeheven vleugels; II en III in sinopel een golvende dwarsbalk van zilver; IV in keel een leeuw van zilver, genageld van goud, het schild gedekt met eene vijfbladerige kroon van goud.
Het wapen is in vier kwartieren gedeeld. Het eerste is van zilver met daarop een blauwe draak met vleugels en vier poten. De tweede en derde delen zijn gelijk: groen met een zilveren gegolfde dwarsbalk. Het laatste deel is rood met daarop een zilveren leeuw met gouden nagels. Op het schild staat een markiezenkroon.

## Geschiedenis
Het wapen van Adorp is opgebouwd uit de wapens van, voor Adorp, historisch belangrijke families. Het eerste deel is de draak van de familie en heerlijkheid Harssens. Delen II en III symboliseren de Hunze. Het laatste deel is het wapen van de familie Onsta, heren van Sauwert en Wetsinge. Uit het wapen van Adorp is na de fusie in 1990 de dwarsbalk overgenomen in het nieuwe Wapen van Winsum.

## Verwante wapens

Het wapen van Winsum
Wapen van Noorderzijlvest
Harssens volgens Johannes Rietstap
Harssens volgens de Coenderskaart uit 1678
Onsta volgens volgens Johannes Rietstap